# トヨタテクノクラフト

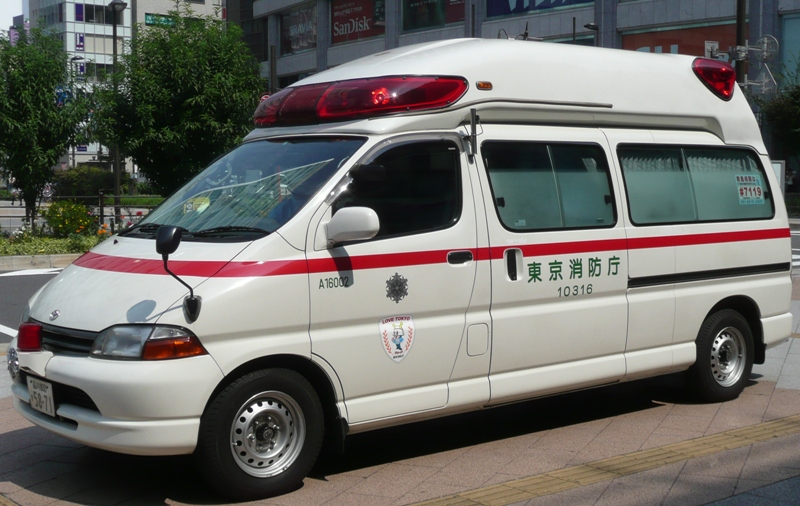
2代目ハイメディック　VCH3#S

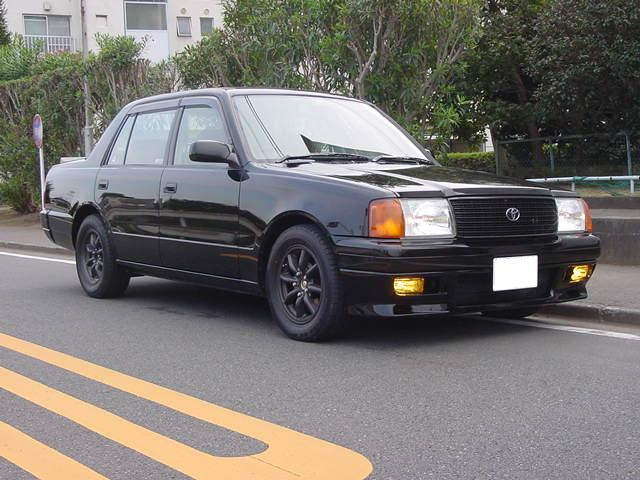
コンフォートGT-Z

トヨタテクノクラフト株式会社（英: Toyota Technocraft Co.,Ltd.）は、かつてトヨタ自動車グループに存在した完全子会社である。トヨタグループ内の略称は「TC」または「TTC」。トヨタや日野自動車の特装車事業を手がけたことで知られる。トヨタの高規格救急車ハイメディックの他、モータースポーツやカスタマイズパーツのブランド「TRD（トヨタ・レーシング・ディベロップメント、英：Toyota Racing Development）」も当社が所有していた。
2018年4月1日付で株式会社トヨタモデリスタインターナショナル及び株式会社ジェータックスと統合し、株式会社トヨタカスタマイジング&ディベロップメントとなった。

## 歴史
- 1954年（昭和29年）- 東京トヨペットの下取りする車両の再生を目的に、トヨペット整備株式会社として設立[1]。
- 1964年（昭和39年）- 株式会社トヨペットサービスセンターに社名変更。
- 1976年（昭和51年）- TOSCOブランドをTRDに改称。
- 1979年（昭和54年）- TRD U.S.A., Inc. を設立。
- 1981年（昭和56年）- スターレット (KP61) ワンメイクレース開催。
- 1984年（昭和59年）- トスコデポをTRDに改称。トヨタ・スプリンタートレノ、トヨタ・カローラレビン (AE86) ワンメイクレース開催。
- 1985年（昭和60年）- トヨタ・スターレット (EP71) ワンメイクレース開催。クイックシフト発売。
- 1988年（昭和63年）- トヨタ・スプリンタートレノ、トヨタ・カローラレビン (AE92) ワンメイクレース開催。
- 1990年（平成2年）- トヨタテクノクラフト株式会社に社名変更。マルチECU発売。トヨタ・MR2 (SW20) ワンメイクレース開催。
- 2006年（平成18年）- TRD ASIA., CO.INC 設立。
- 2011年（平成23年）- 芝浦工場をレクサスサービスセンター東京に改称。
- 2018年（平成30年）4月1日 - トヨタモデリスタインターナショナル及びジェータックスと統合し、新会社株式会社トヨタカスタマイジング&ディベロップメントを設立。同日サービス部門を会社分割し、トヨタ東京販売ホールディングスグループへ移管[2][3]。

## 生産車種
- 日野・ポンチョ（初代。ボディーのみ製造で、シャシーはフランス・PSA製。生産終了済）
- トヨタ・ハイメディック（ハイエースベースの高規格救急車。2006年4月27日にモデルチェンジした。）
- トヨタ・クラウンパトロールカー（2016年より210系製造）
- カローラ系統車種ベースのカスタムカー
  - トヨタ・カローラアクシオGT "TRD Turbo"[4]（140系トヨタ・カローラアクシオがベースのターボ付コンプリートカー。生産終了済）
  - トヨタ・カローラフィールダーGT "TRD Turbo"[5]（140G系トヨタ・カローラフィールダーがベースのターボ付コンプリートカー。生産終了済。）
  - トヨタ・カローラフィールダー TRD Sports M
  - トヨタ・TRD2000[4]（トヨタ・カローラ100系セダンベース）
  - トヨタ・オーリス ブリックレーン[6]（オーリスがベースのコンプリートカー）
  - トヨタ・カローラランクス TRD Sports M
- ヤリス(/ヴィッツ)系統車種ベースのカスタムカー
  - トヨタ・ヴィッツRS Racing[4]（130系トヨタ・ヴィッツRSベースのナンバー付レーシングカー。生産終了済）
  - トヨタ・ヴィッツGR SPORT "Racing" Package[4]（130系トヨタ・ヴィッツGRスポーツベースのナンバー付レーシングカー）
  - トヨタ・ヴィッツRSターボPowered by TRD[4]（2003年発売）
  - トヨタ・bB TRD Sports M（2003年発売）
  - トヨタ・ist TRD Sports M
  - トヨタ・ヴィッツRS TRD Racing[4]（90系トヨタ・ヴィッツRSベースのナンバー付レーシングカー。生産終了済）
  - トヨタ・ヴィッツ TRD-MSB[4]
- 86ベースのカスタムカー
  - トヨタ・86 Racing[4]（86ベースのナンバー付きレーシングカー。）
  - トヨタ・14R-60[4]（86がベースのコンプリートカー。100台限定。生産終了済。）
  - トヨタ・86 TRD パフォーマンスライン[4]（2012年発売）
- その他トヨタブランド市販車ベースのカスタムカー
  - トヨタ・TRD2000GT[4]（トヨタ・MR2ベースのコンプリートカー）
  - トヨタ・TRD3000GT[4]（トヨタ・スープラベースのコンプリートカー）
  - トヨタ・VM180 TRD[4] (※MR-S)
  - トヨタ・クラシック（トヨタ・ハイラックスピックアップベースの5人乗りのクラシックモデル。生産終了済）
  - トヨタ・TCピックアップ（トヨタ・ハイラックスピックアップベースのピックアップのクラシックモデル。生産終了済）
  - トヨタ・パッソ TRD Sports M
  - トヨタ・パッソRacy TRD Sports M
  - トヨタ・セリカ TRD Sports M[4]
  - トヨタ・カムリグラシア TRD Version[4]
  - トヨタ・カレン TRD Sports[4]
  - トヨタ・チェイサー TRD Sports[4]
  - トヨタ・コンフォートGT-Z（コンフォート教習車ベースのスポーツセダン。生産終了済）
- レクサスブランド市販車ベースのカスタムカー
  - レクサス・IS F CCS Parts
  - レクサス・RCF CCS Parts
- 市販車以外
  - フォーミュラ・トヨタ（FT10）
  - フォーミュラ・トヨタ（FT20）
  - フォーミュラ・トヨタ（FT30）

その他、注文に応じて様々な車種の特装車を製造する。

## 事業所
- レクサスサービスセンター東京（本社）
- 横浜本社
- 多摩工場
- 荻窪工場
- 湘南テクニカルセンター
- 名古屋工場（旧愛知工場）